# نصرت‌آباد لکلر
نصرت‌آباد یکی از روستاهای استان آذربایجان شرقی است که در دهستان گاودول مرکزی بخش مرکزی شهرستان ملکان واقع شده‌است. این روستا نام اصلی اش نصرت آباد می‌باشد و محلی‌ها تازه کند هم اطلاقش می‌کنند و دورترها به بالا قم و قوش داشی معروف بوده‌است و این روستا با روستاهای لکلر، ملاسراب، یوزباشکندی، تپه اسماعیل‌آباد و نیز روستای قرمز خلیفه از توابع شهرستان میاندوآب استان آذربایجان غربی همسایه می‌باشد. و بخاطر نزدیکی به روستای لکلر و بودن روستاهای دیگری به همین نام به روستای نصرت آباد لکلر یا تازه کند لکلر معروف شده‌است. این روستا مثل اغلب مناطق شهرستان ملکان داری خوشه‌های طلایی انگور می‌باشد و باغات انگور در فضایی سرسبز خودنمایی می‌نمایند علاوه بر آن مردم روستا به کشاورزی و دامداری مشغول می‌باشند. نصرت آباد با در نظر گرفتن جمعیت آماری بیشترین شهید را تقدیم میهن عزیز کرده‌است.